# Leo Araújo
Leonardo dos Santos Araújo, hay Leo Araújo (sinh ngày 28 tháng 6 năm 1992) là một cầu thủ bóng đá người Brasil thi đấu cho Sintrense.

## Sự nghiệp câu lạc bộ
Anh ra mắt chuyên nghiệp tại Campeonato Pernambucano cho Náutico vào ngày 7 tháng 3 năm 2012 trong trận đấu trước Porto de Caruaru.